# ジャックポットのレディオジャック
『ジャックポットのレディオジャック』は、2021年10月2日に始まり、現在新潟放送（BSNラジオ）で毎週水曜 21:00 - 21:30に放送されている銭湯を題材としたバラエティ番組。新潟のお笑いコンビ、ジャックポットの冠番組である。
にいがた銭湯大使である、パーソナリティのジャックポット（大野まさや・春巻まさし）が、銭湯に関する内容やジャックポットが面白いと思ったものをトークしたり、毎週募集する大喜利コーナーなどで盛り上がるトークバラエティ。

## 概要
- 放送

・2021年10月2日から土曜日の19時台に放送開始。
一度、打ち切りという結果により、半年間で番組が終了してしまった。
しかし、2022年10月1日土曜日の17時台で復活を遂げ、スポンサーを増やすことに成功。尚且つ改編期や3ヶ月ごとの更新の壁も乗り越え、2024年4月3日から水曜日21:00へ移動し、放送時間も1時間（正確には55分）へと拡大した。
・オーシャンシステムがスポンサーとして加入後、オーシャンシステムが運営する「Ocean商店街」から毎月リスナープレゼントがおこなわれている。
- 番組タイトル

・放送開始時は、「新潟県銭湯組合プレゼンツ　ジャックポットのレディオジャック」というタイトルだったが、新潟県銭湯組合以外のスポンサーも増えたため、2023年4月1日から、「新潟県銭湯組合プレゼンツ」の看板がなくなった。
- 番組関連情報

・2025年1月6日から、レディオジャックの公式X(旧Twitter)にて、収録アフタートーク動画の投稿がスタート。
- エピソード

・2024年1月27日放送分。
この日、大野まさや1人でスタートし、放送内で春巻まさしに電話したところ、スケジュール間違いにより遅刻が発覚。
電話でのやりとりが、その後遅刻ジングルとして使用される。
・2024年5月15日放送分。
この日、春巻まさし1人でスタートし、放送内で大野まさやに電話したところ、家で洗い物しており遅刻が発覚。
また、放送内にて、この日のX(旧Twitter)の実況に「#9時台遅刻」をつけてつぶやくよう促した。
・2024年5月29日放送分。
このWikipediaのページについて、「レディオ湯」のコーナー内で取り上げられる。
この時の温度は、95度をいただきました。
・2024年8月21日放送分。
土曜日17:00台から数えて、通算100回目の放送となる。
100回目の放送を祝うメッセージを送ってくれたリスナーの中から、抽選で春巻まさし私物の扇子や大野まさや作成の「我々ハ追イ出サレタ」Tシャツ(ウップンTシャツ)、笑い屋もりさんの銭湯員Tシャツ、坂部アナのオリジナルCD、レディオジャック営業石井さんのBSNスタッフTシャツ(着用済(洗濯済み))、青木ディレクターのステッカー詰め合わせ、サイン色紙がプレゼントされた。 
サイン色紙は、BSNの受付嬢や警備員のサインも含まれている
・2025年5月28日放送分。
番組内でコーナーを務めていた坂部友宏アナウンサーをゲストとして招き、日本ダービーを予想し、その予想にジャックポットの2人は乗るのか？という内容を放送。放送内で、大野まさやと春巻まさしが、自腹で日本ダービーの馬券を購入することを決定。
2025年6月1日。日本ダービーが開催され、結果、坂部アナが予想した「クロノデュワール」が見事的中し、それに乗った春巻まさしの馬券も当たった。

## 出演者

### パーソナリティ
- ジャックポット（大野まさや、春巻まさし）

### 過去の笑い屋（アシスタント）
- ぶち(もり)（Niigata Mix Sand、合同会社レンズ）

## 放送時間
- 土曜日 19:30 - 20:00（2021年10月2日 - 2022年3月）
- 土曜日 17:00 - 17:30（2022年10月1日 - 2024年3月30日）
- 水曜日 21:00 - 21:55（2024年4月3日 - 2025年3月26日）
- 水曜日 21:00 - 21:30（2025年4月2日 - ）

## コーナー一覧

### 毎週放送のコーナー
- 熱いトークで湯を沸かせ！レディオ湯

にいがた銭湯大使である、ジャックポットの2人が、コーナー内の企画担当を毎回交替しながら銭湯に関することや最近気になっているものなどを、プレゼン、トークしていくコーナー。大野まさや発案。
コーナーの最後には、コーナー内の企画を持ってきていない方が、最高100度のうち何度だったのか、点数付けする仕様。
時々、該当するイベントや内容を実際に見ないと点数付けが難しい場合は、低い温度となる。
- 沸点

毎週出されるお題にリスナーが答える、大喜利コーナー。大野まさや発案。
採用されると1本が貰え、10本貯めると、番組のステッカーやコインケースなどが貰える。
お題は、番組内や番組公式X(Twitter)で発表される。

### 不定期放送のコーナーや企画
- ワタルDEドン！

新潟お笑い集団NAMARAの経理・加藤渉が、J-POPなどの歌詞を読み上げ、その歌詞が何の曲かを当てる企画。春巻まさし発案。
2024年4月24日に中野小路たかまろと松井弘恵がゲストに来た際、松井弘恵はワタルDEドン！を無双して帰って行った。
- ゲバ田一中年の事件簿

大野まさやがゲバ田一中年となり、春巻まさしが出題する謎を短時間で解く、謎解き企画。春巻まさし発案。
リスナーからの謎も密かに募集している。
- 今月のパワープレイ

番組の笑い屋ぶちが選んだ、新潟で活躍するアーティストの楽曲を1ヶ月プッシュしていく企画。(水曜21時台から追加)
- 気を取り直して曲を聴く

大野まさや、春巻まさしのどちらかが選んだ1曲を聴く時間。(水曜21時台から追加されたコーナー)
曲振りの前に、必ず「気を取り直して1曲お届けしましょう！」と前振りが入る。特段気を取り直す必要がなくても、この前振りから曲紹介をしている。

### 終了したコーナー
- 坂部アナの入浴タイムズ

ニュースやSNSなどで話題となっているトピックスについて、ジャックポットの2人が本気で意見をぶつけ合うコーナー。春巻まさし発案。(水曜21時台から追加されたコーナー)
毎回、トピックスの内容をBSNラジオのアナウンサーが、ランダムに登場し記事と意見を述べていくところにも注目したい。
2024年6月26日放送分までは、坂部友宏アナウンサーが最多で登場。
2024年7月3日放送分から、タイトルが「入浴タイムズ」から「坂部アナの入浴タイムズ」に変更された。
2025年3月26日放送分でコーナー放送50回を迎えたが、改編期による番組放送時間縮小と2025年3月31日にスタートするBSNラジオ「夕やけラジオ〜今日も一日おつかれさん〜」のレギュラー出演が決定したことを期に、コーナーが終了することを坂部友宏アナウンサー自らコーナー内で報告した。

## 特番企画

### 銭湯紅白歌合戦
2022年12月31日に第1回が開催され、毎年恒例となっている年末特別企画。ジャックポットの2人が、それぞれ紅組、白組に分かれ、ゲストを呼び歌唱を披露する。大野まさやと春巻まさしは、銭湯替え歌を作成し、自ら歌唱。企画の最後には、ゲストを含めた全員で「いい湯だな」の替え歌も熱唱する。

3回目にして、勝利チームの決定を行った。

#### 【第1回】
放送日2022年12月31日
紅組
- 春巻まさし
- 神田久子
- 猪又一美

白組
- 大野まさや
- 森下英矢
- 桑名シオン

#### 【第2回】
放送日2023年12月30日
※括弧内の数字は通算出演回数を表す。
紅組
- 大野まさや
- 市ノ瀬瑠莉
- 渡辺百枝

白組
- 春巻まさし
- 森下英矢(2)
- 桑名シオン(2)

#### 【第3回】
放送日2024年12月25日
※括弧内の数字は通算出演回数を表す。
紅組
- 春巻まさし
- 桐亜
- 猪又一美(2)

白組
- 大野まさや
- 中野小路たかまろ
- 坂部友宏

審査員:松井弘恵
勝利:白組

### 新春レディオ寄席
2023年1月7日に第1回が開催された寄席企画。年明け最初の放送の特番企画として恒例となっている。ジャックポットの2人をはじめ、新潟で活躍しているお笑い芸人が各々のネタを披露する寄席企画。

#### 【第1回】
放送日2023年1月7日
出演者(出順)
- イチニルート（原一平、たかはしだいき）
- 真面目人間
- 出来心（オダニハジメ、秋山朋信）
- 春巻まさしと森下英矢

#### 【第2回】
放送日2024年1月6日
出演者(出順)
※括弧内の数字は通算出演回数を表す。
- 出来心（オダニハジメ、秋山朋信）(2)
- 真面目人間(2)
- イチニルート（原一平、たかはしだいき）(2)
- リハビリ日和（中野小路たかまろ、松井弘恵）
- ジャックポット

#### 【第3回】
放送日2025年1月1日
出演者(出順)
※括弧内の数字は通算出演回数を表す。
- フロムローサ（加藤慎也、ゑちご亭ふろいと）
- 白倉かなめ
- イチニルート（原一平、たかはしだいき）(3)
- 真面目人間(3)
- ゆとりズ（オダニハジメ、ベリオ）
- リハビリ日和(2)
- ジャックポット

## イベント

### 公開録音
- ジャックポットのレディオジャック 24分間ラジオ「桶はお湯を救う」

2023年7月17日、新潟市中央区の千鳥湯にて、ジャックポットのレディオジャック初の公開録音が開催された。
限定30名で、事前申し込みのうえ、抽選にて観覧が可能なイベントだった。公開録音にて収録した内容は、2023年7月29日に放送された。
- ジャックポットのレディオジャック公開収録

2024年10月20日、新潟市の古町5番町で行われた「Furumachi GO5 Autumn Present」のイベントにて、ジャックポットのレディオジャックの公開録音を開催。 レディオ湯のゲストに、はり糸の池一樹社長。沸点には、古町五番町番長が登場。
沸点では、募集した五番町番長の決め台詞を回答を紹介していたが、お題読みの後、五番町番長が答える直前に通りすがりの一般人が盛大にくしゃみをして、笑いを掻っ攫っていった。そして、そのくしゃみ事件は、くしゃみジングルとして、番組内で使われている。
収録内容は、2024年10月30日に放送された。

## 番組グッズ
- コインケース

沸点で10本達成した人へ送られた番組グッズ第1弾。水色と白の2色あり、コインケースには番組ロゴが印字されている
- 番組ステッカー（土曜日17：00〜版）

沸点で10本達成した人へ送られた番組グッズ第2弾。番組ロゴに西遊記の沙悟浄の格好をした大野まさやと西遊記の猪八戒の格好をした春巻まさしのイラストが描かれている。イラストは、春巻まさしの手描きとなっている。なお、X（旧Twitter）の春巻まさしのアカウントにて多数決した結果、選ばれたデザインが番組ステッカーに採用された
- 番組ステッカー（水曜日21：00〜21：55版）

沸点で10本達成した人へ送られた番組グッズ第3弾。第2弾で使用された番組ロゴと西遊記の沙悟浄の格好をした大野まさやと西遊記の猪八戒の格好をした春巻まさしのイラストがダイカットシールとなっている。
- 我々ハ追イ出サレタ ウップンTシャツ

収録予定のレディオジャックが、2024年6月14日にBSNの一部番組にて開催された「BSN 金曜ラジオシールフェス」で緊急公開生放送をする「スーパーササダンゴマシンのセッパン！」にスタジオを追い出されたことから生まれたグッズ。
このTシャツは完全受注生産で、大野まさやに注文依頼することが可能。
- イベント限定ステッカー

「Furumachi GO5 Autumn Present」のイベント内で開催した公開録音に来た方へ先着順でプレゼントされた番組グッズ。
春巻まさし自身で描いた仏像春巻まさしと、古町五番町番長の公式イラストのステッカー。
- 番組ステッカー（水曜日21：00〜21：30版）

沸点で10本達成した人へ送られた番組グッズ第4弾。BSNの番組公式ページに掲載されているキービジュアルを使用したコンパクトサイズのステッカー。デザインは春巻まさしが担当。